# Лукруну
Лукру̀ну (на гръцки: Λουκρούνου) е изоставено село в Кипър, окръг Пафос. Според статистическата служба на Република Кипър през 2001 г. селото няма жители.
Намира се на 3 км северно от Милиу. След събитията от 1974 г., кипърските турци емигрират в Северен Кипър и селото е изоставено.